# The Muppets (televisieserie)
The Muppets is een Amerikaanse komische poppenserie met in de hoofdrol Jim Hensons Muppets. De eerste aflevering werd op 22 september 2015 in de Verenigde Staten uitgezonden door ABC.
Op 27 november 2015 werd door Veronica in Nederland de eerste aflevering uitgezonden.

## Opzet
In de serie heeft Miss Piggy haar eigen praatprogramma op de late avond, dat de titel Up Late with Miss Piggy draagt. Haar relatie met Kermit de Kikker is voorbij, maar hij is wel de producent van haar programma. Ook verschillende andere Muppets hebben hun eigen taak voor of achter de schermen. Zo schrijft Gonzo de grappen en dragen Dr. Teeth en zijn band zorg voor de muziek.
The Muppets is een zogeheten mockumentary: de Muppet-personages worden zogenaamd gevolgd door een documentaireploeg die vastlegt wat er zich allemaal afspeelt op de werkvloer van Up Late. In dezelfde stijl als bijvoorbeeld de BBC-comedy The Office worden opnames van werksituaties afgewisseld met korte interviews met de medewerkers van Miss Piggy's televisieprogramma. 

## Rolverdeling
| Poppenspeler   | Muppet(s)                                                                         |
| -------------- | --------------------------------------------------------------------------------- |
| Bill Barretta  | Big Mean Carl, Bobo the Bear, Dr. Teeth, Pepe the King Prawn, Rowlf, Swedish Chef |
| Dave Goelz     | Chip, Dr. Bunsen Honeydew, Gonzo, Waldorf, Zoot                                   |
| Eric Jacobson  | Animal, Fozzie, Miss Piggy, Sam the Eagle                                         |
| Peter Linz     | Walter                                                                            |
| David Rudman   | Janice, Scooter                                                                   |
| Matt Vogel     | Floyd Pepper, Sweetums, Uncle Deadly                                              |
| Steve Whitmire | Beaker, Kermit de Kikker, Lips, Muppet Newsman, Rizzo, Statler                    |